# Adenaria floribunda
Adenaria floribunda é uma planta nativa da Argentina, Bolívia, Brasil, Caribe, Colômbia, Costa Rica, Equador, Guatemala, Honduras, México, Nicarágua, Panamá, Peru e Venezuela.